# 住宅

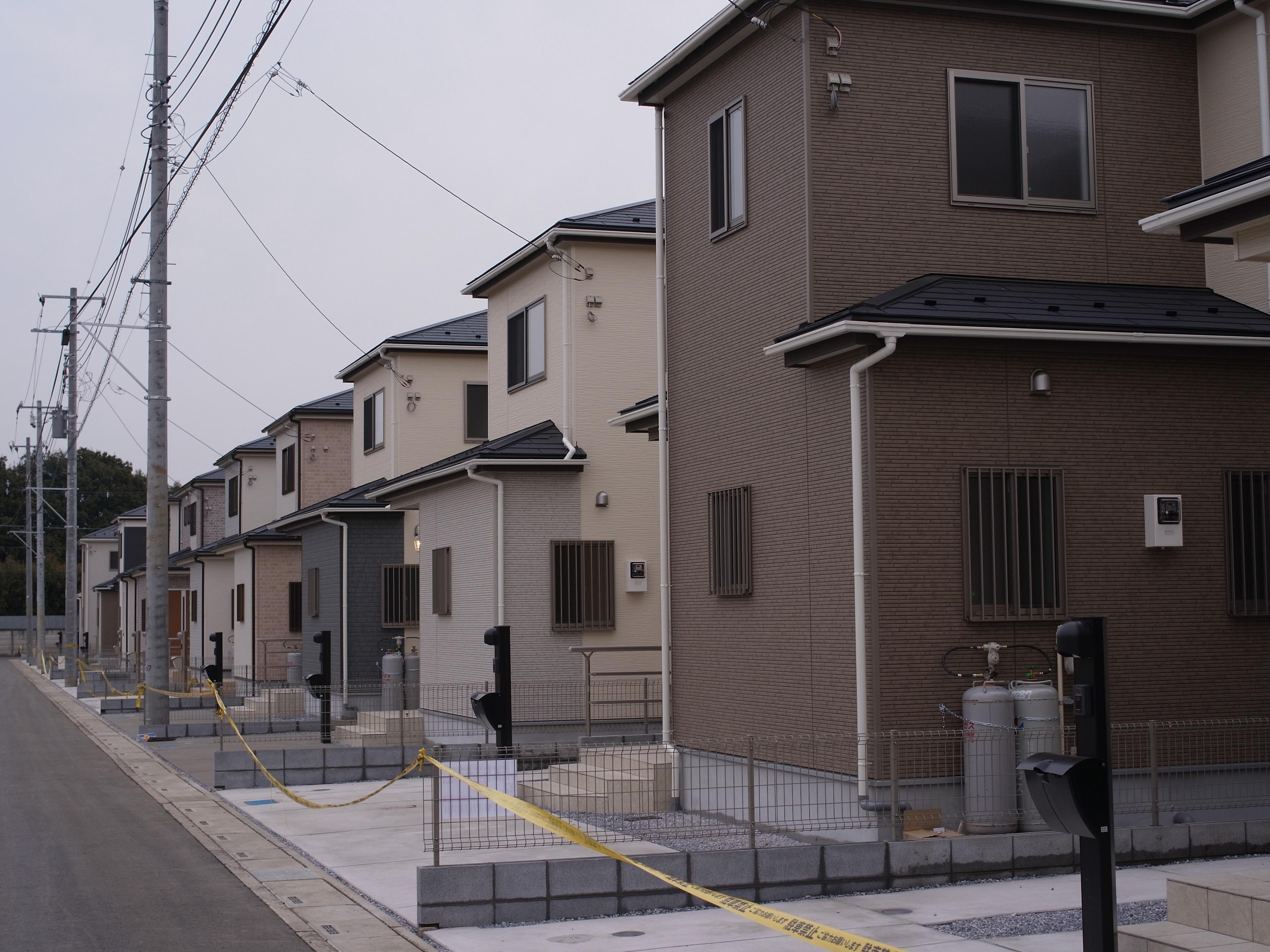
日本の住宅（建売り住宅）

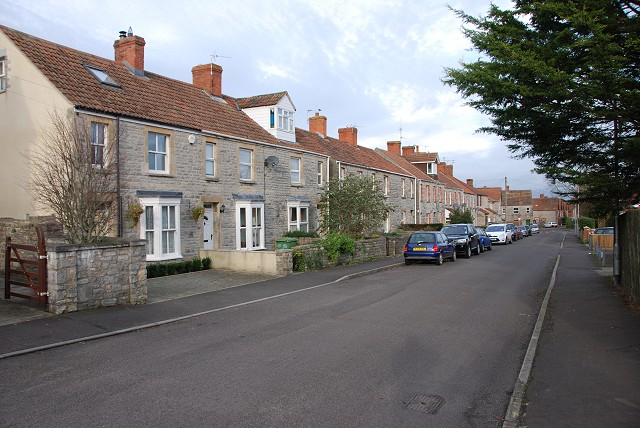
イギリスの住宅（テラス形式）

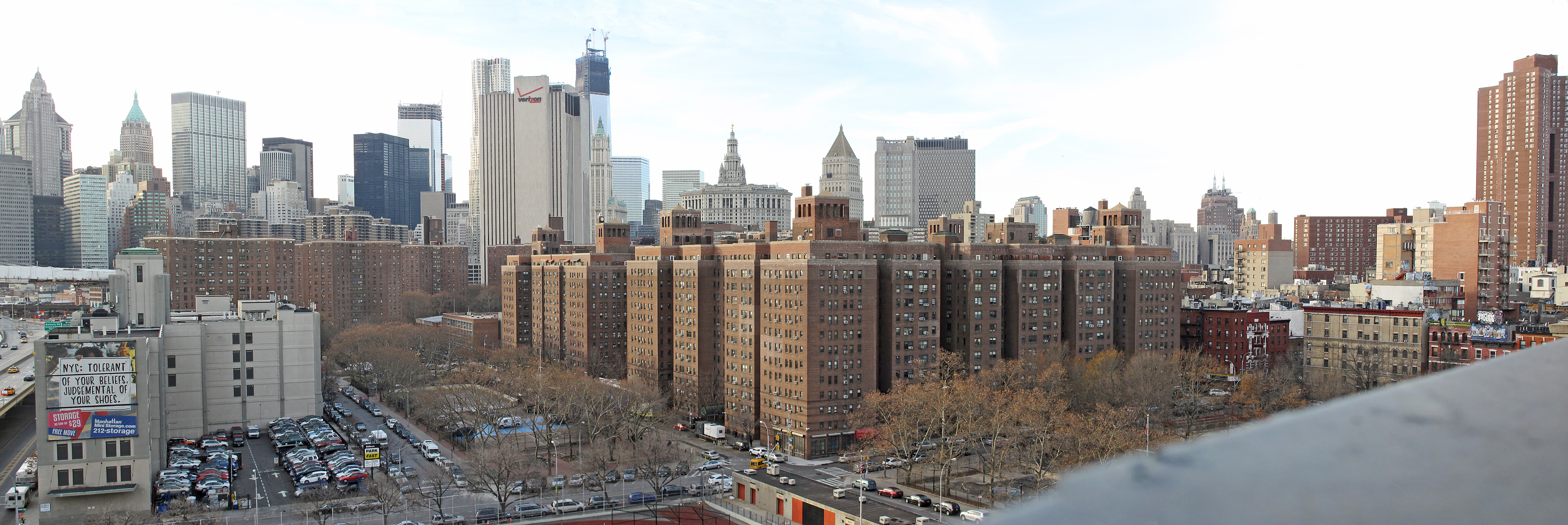
マンハッタンの集合住宅

住宅（じゅうたく、英語: house, あるいはresidence）は、人の居住を用途とする建築物。「住居」とも言う。

## 概説

### 機能
住宅にはさまざまな機能が存在するが、最も重要なものは外部の危険から居住者を守る機能である。この危険は雨や風、寒さや暑さなどといった日常的なものから、台風などの突発的な自然災害に至るまで多岐にわたる。これと同様に、居住者が快適に生活を営むことのできる機能も重要である。居住者は住宅内部において睡眠を取り、食事をし、家庭を持っている場合は育児や団欒、介護などの家庭生活を行い、また趣味や休息などを含む日常生活の大きな部分を住宅内において過ごす。家族が暮らしている場合、住居には食事や団欒、来客対応といった家族・他者との生活部分と、勉強や休養、就寝といった純粋に私的な部分の2つの役割が存在し、前者は居間などで、後者はおのおのの個室で主に行われる。

### 居住者への影響
住宅は人の生活の拠点であり、居住者は住宅内部で長い時間を過ごすため、住宅の質は人の健康に大きな影響を与える。住宅建設の際、日照や採光、通風などを考慮し、湿度や空気のよどみなどを避けることが健康的な生活につながる。建材などに含まれる化学物質など、住居における何らかの要因で体調不良を起こすシックハウス症候群と呼ばれる病気も存在する。階段や段差といった障害で転倒するなど、住宅内での事故も多く、この対策として住居内の段差を減らしたり、動線を改良し通路を広げ手すりをつけるなどして移動しやすい住居にし、浴槽を低いものにして浴室の床を滑りにくくするなど、障害を減らし高齢者でも安全に暮らせるバリアフリー住宅の建設も増加傾向にある。

### 住居を規定するもの
住宅の形状はその土地の気候条件、およびそれに応じてその土地で取れる材料によって規定されるものである。だが、現地の文化によっても大きく左右される。男性と女性の居住空間を分離する文化のある民族は珍しくなく、基本的に一室しかない遊牧民の移動式住居においても、男女の生活スペースが定められていたり、男女間に幕などによって物理的に仕切りを作る場合がある。また、住居の構造はしばしば宇宙観や宗教論と結びつけられることがあり、風水のように周辺の環境とも関連付けて考えられることがある。

## 歴史

### 採集生活の住居

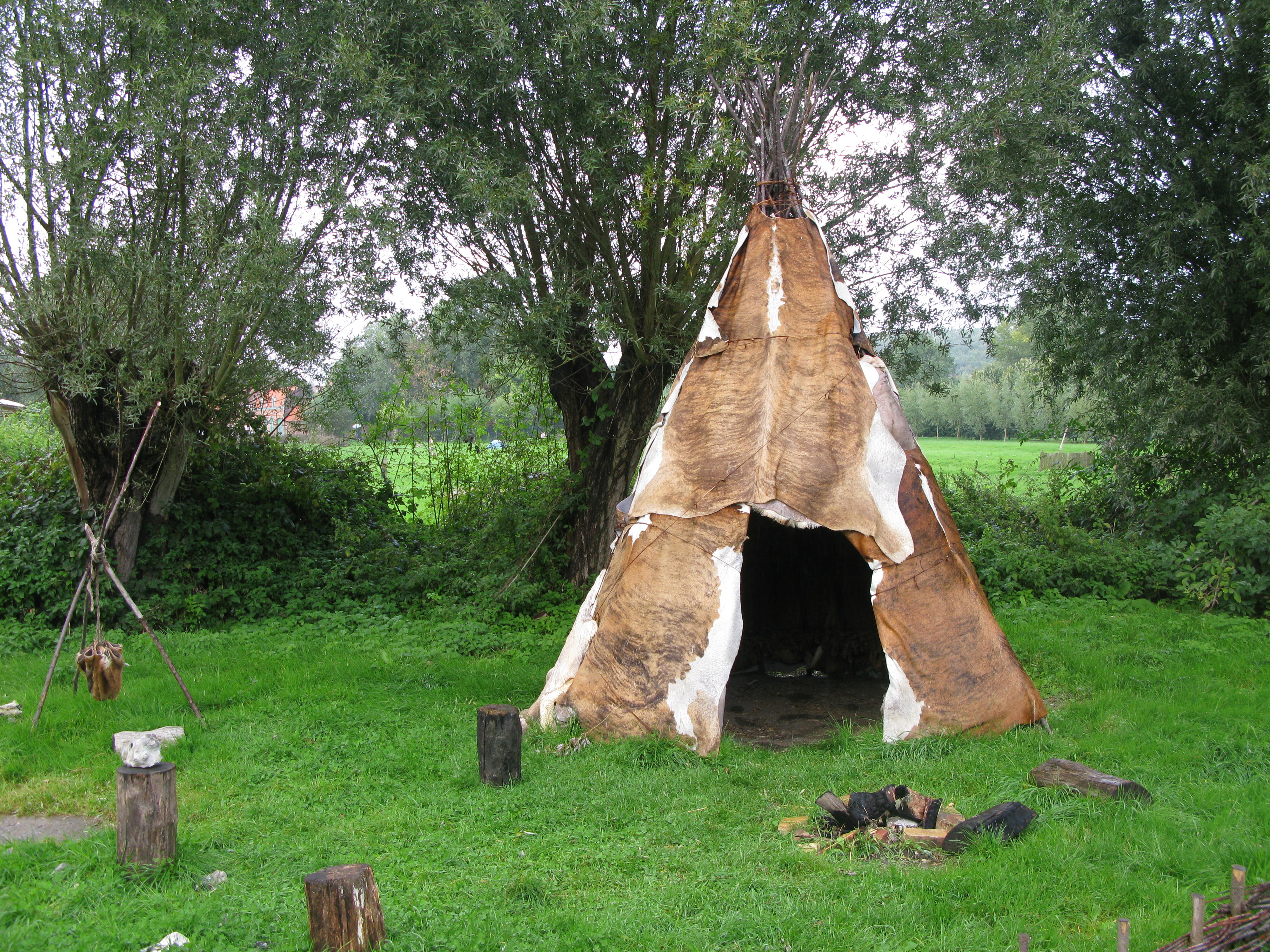
旧石器時代、移動生活の住居の再現

遙かな古代には人類は採集のために移動生活を行っていて、ごく初期には洞窟など居住に適した地形を見つけ暮らしており、やがてキャンプ地で手に入るものを寄せ集めて風雨をしのぐための仮の建築物をつくるようになった。これが住宅の起こりである。この時期は移動して生きていたので住居はテントや掘立小屋程度のものだった。
やがて定住を行うようになるとともに、固定的な、容易に移動できない住居をつくるようになった。

### 住居の材料
人類は定住するに当たり、まずはその近辺に豊富にある材料を寄せ集めて住宅を作った。このため世界各地でその風土ごとの様々な材料の住宅が存在するようになった。なお、こうして近隣で豊富に取れる材料を使って住宅を建設することは近代にいたるまで一般的であった。土や粘土は主要な建築材料のひとつであり、中東などの乾燥地においては、泥を型に入れ乾かすことで簡単につくれ断熱性に優れる日干し煉瓦（en:Mudbrick）が古代より主要な建築材料となっていた。一方高温多湿な熱帯やモンスーン地帯においては、軽量で風通しがよく雨に強い木材を使用することが一般的だった。高温湿潤地域においては、竹も主要な建築材料だった。湿地帯においては外装材に葦が多用された。石材も、どの文明でも使用された。特殊な建材としては、北極圏のイヌイットは冬季の住居に氷のブロックを用い、イグルーを建造していた。コンクリートも、古代エジプト、古代ローマの時代から、建築材料のひとつとして使われていた。特に古代ローマ帝国の技術者たちが使うローマン・コンクリートは優れており石材と組み合わせて使用された。
一方、移動の多い遊牧民などは住居として動物の毛皮や皮革などを使ったテントを設営した。
また地上に家屋を構えるのではなく、乾燥地においては地面を掘り下げたり地下に穴を掘って住居を建設することも近代にいたるまで行われていた。黄土高原における窰洞やカッパドキア・カイマクルの地下都市、チュニジアの旧マトマタなどがよく知られた例である。

### 変化・深化
住宅建設の技術が進むにつれて、その形状もその場所の環境に合うように変化を遂げていった。寒冷な地域においては炉（en:hearth）や囲炉裏などといった暖を取るための設備が重視され、多湿地域においては湿気を避けるためにしばしば建物は高床建物となった。また乾燥地域では降雨に対応する必要がないため屋根は平らなものとなる一方、多雨地域では雨を流すよう屋根に角度がつけられていることがほとんどである。他者の襲撃が絶えなかった地域においては住居は防御力を重視して建造され、西アフリカの環状住居や中国南部の土楼のようにいくつもの住居をつないだ小要塞を建造したり、またニューギニア島の一部民族のように樹上住居を建設した民族も存在する。こうしたさまざまな素材・様式の住居は居住者の行動を規定し、生活様式に大きな影響を与えた。

### 産業革命以降
産業革命以降、都市への急速な人口集中によってさまざまな「住宅問題」が発生するようになった。都市中心部には低賃金労働者が集中してスラムなど不良住宅地区が生まれ、それを嫌ったブルジョワジーたちは郊外に自宅を構え、都心部のオフィスへと通勤するようになった。こうして19世紀には職住分離が一般化し、通勤需要をまかなうための公共交通機関の発達もはじまって、都心と郊外による都市圏が成立した。一方、労働者層の住宅問題は深刻化し、いくつかの対策が検討されるようになった。こうした対策の一つとして、1898年にはエベネザー・ハワードが明日－真の改革にいたる平和な道によって自然と共存し自立した都市近郊の小都市論、いわゆる田園都市構想を提唱した。また衛生面における住宅改善の必要性は、ル・コルビュジエらに影響を与えた。
都市への人口集中は地価の高騰をもたらし、大都市圏では一戸建ての率が目立って減少し、住宅は集合化・高層化の道をたどった。また住宅が都市のはるか遠方にまで連なるようになり、通勤時間の増大を招くこととなった。貧困のため満足な設備のない住居に居住する人口は現代においても非常に多く、特に途上国では大規模な不法居住地区にスラムが広がっている都市も多い。
19世紀後半に鋼鉄材で強化されたコンクリートすなわち鉄筋コンクリートの技術が開発され、同世紀末にその特許を取得する人なども現れ、これも利用されるようになっていった。

## 住宅の分類
- 一戸建て/ 集合住宅
  - 一戸建て - 独立した一棟（ひとむね）を一家族が使用するように建てられた家[25]。「戸建て（こだて）」「一軒建て」とも。
  - 集合住宅 - 日本では集合住宅は建て方により長屋と共同住宅とに分けられる。「長屋」は一棟の建物を水平に分割し各戸ごとに出入り口を設けたもので、各戸が庭を持つテラスハウスや、その住宅群が共用領域を持つタウンハウスなども含まれる[26]。「共同住宅」は多数の世帯の住居を積層化させたものである[26]。共同住宅にはアパート、マンション、団地などが含まれる。

- 構造形式による分類
  - 木造住宅
    - 木造軸組構法（日本では、"在来"工法などと呼ばれる[27]）
    - 木造枠組壁構法（2×4工法[27]）
    - 木骨造（木造ラーメン構法）

  - 石造り住宅（英: stone house）
  - プレハブ住宅
  - 鉄骨造住宅
    - スチールハウス工法
    - 軽量鉄骨造
    - 重量鉄骨造

  - 鉄筋コンクリート造住宅
- 所有権による分類

持ち家 / 借家
- 居住する世帯の数による分類

単世帯住宅 / 二世帯住宅 / 三世帯住宅 ...
- 不動産販売による分類
  - 中古住宅
    - 中古集合住宅（「中古マンション」「中古アパルトマン」など。中古住宅のリノベーションはしばしば行われる。）
    - 中古一戸建

  - 新築住宅
    - 建売住宅（たてうり- ） - 土地と家屋（住居）がセットになった状態で販売されるもの。新築マンションと同様に建築確認申請を済ませた段階でなければ、宅建業法により売出やその広告を出すことができないため、家屋の間取り・デザインはデベロッパーが決定したものに固定される。
    - 注文住宅 - 施工主（家主）が設計事務所・大工やハウスメーカーに依頼し、既に用意してある土地に家屋を建築させるもの。プレハブ住宅のようにある程度レイアウトが決まっているものが主流であるが、オーダーメイドのため間取りや外観・構造の設計が自由に決められる。
    - 建築条件付土地 - 売買契約締結後、一定期間内に売主が指定したハウスメーカーで住宅の着工が行えることを条件に売り出される土地（分譲地）。ハウスメーカーは指定されない場合もある。条件に反した場合は売買契約が解消される。都市部では築年数が相当経過した戸建（古家）が条件付土地として売り出されることもあるが、一般的に買い主負担で古家を取り壊して更地にした上で着工しなければならない。
- 「大・小」「広・狭」による分類
  - 狭小住宅
  - 豪邸
- トレーラーハウス - キャンピングカー
- 輸入住宅
- ムードンの工業化住宅

その他、さまざまな分類がある。

日本の古来の住居・住宅の諸分類

## 住宅の間取り

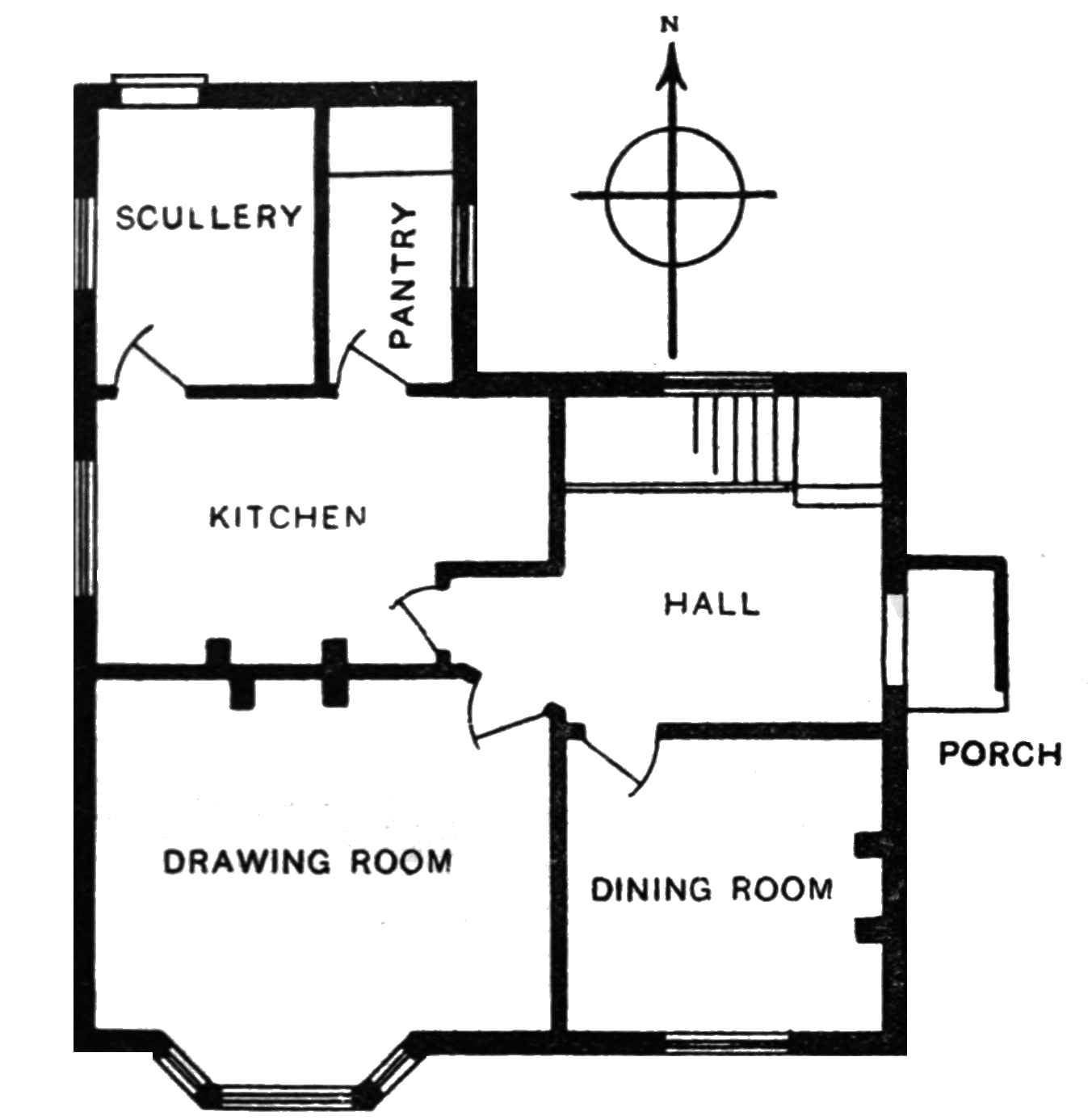
間取り図

間取りとは住宅の部屋の配置のこと。英語ではプラン（plan）と言う。
たとえば台所、居間、寝室、トイレ、浴室などが相対的にどういう位置関係に配置されているか、また東西南北の位置の違いによる日照条件の差なども考慮して相対的にどの方角に配置されているかということ。
また「間取り」でその配置を決定することも言い、その場合は「平面計画」や "平面図の作成 " とほぼ同義になる。
関連項目
- 廊下 / 玄関 / 子ども部屋 /  パントリー / ウォークイン・クローゼット / 押入れ / 和室  / 書斎 / ポーチ / 屋根裏部屋 /地下室

## 住宅用庭園
家庭用の家庭菜園も含め、住宅の庭は、最も一般的な庭の形態であり、「前庭」や「後庭」など住居の側にあり、前庭はフォーマルかつ半公共の場である可能性もあるため、条約や現地の法律の制約を受ける。通常屋外空間のヤードは住宅の庭を上に設けることができる屋根庭園、吹き抜けや中庭、バルコニー、windowboxesまたは上のパティオなどがある。住宅用庭園は、ほとんどの場合個人用に設計されているため、一般的に人間規模で設計されているが、素晴らしい家や広い敷地の庭は、公共の公園よりも大規模な場合もある。
住宅用庭園は、ある特定種類の植物を展示するための特殊な庭園であっても、またはロッカリーであってもまたは水の特徴などの特殊な特徴を備えていても、かまわないがそれらはまたハーブや野菜栽培にも使用されているため、持続可能性においては重要な要素である。

### 裏庭
裏庭は本邸が周囲の庭園を2つに分けると発生している。これは特にイギリスの都市や町の高密度住宅で起こり、20世紀のイギリス郊外の典型的な半戸建て住宅には道路に面してアクセスできる正面庭園があり、そのような場合の裏庭はより隔離され、アクセスは一般的に住居を経由するか、側方を通る道で行われる。各国のフロントガーデンは半公共のスペースであるため、条約や法律の制約を受けているが、裏庭はよりプライベートでカジュアルなものであり、そのためより多くの目的に使用される。
機能的には、以下の用途に使用できる。
- 家庭菜園（食物（となる植物）を育てる[31]）
- 園芸 / 温室 / 堆肥ヒープづくり
- 趣味の場所 - 小屋 / 工房 / ガレージ
- 見られたくない衣類を乾かす場所
- くつろぎの場 / 日光浴をする場
- 子供のための安全な遊び場 / パーティーの場所
- 第二次世界大戦のアンダーソンシェルターのような防空壕の場所[32]

## 構成要素
基礎、屋根など
- 基礎（下部工）
- 屋根
- 外壁
- 外装

屋内
- 床
- 内壁
- 天井
- 窓
- インテリア類や道具類など
  - 調理器具 / 照明 /　家具 /収納家具 / 寝具 /  家電製品 等々

外回り
- 庭
- テラス
- 外構・エクステリア
  - 門 / アプローチ / 柵 / 塀 / 駐車場 / カーポート 等々

また、給排水（上水道・下水道）、電気関連（電力量計、配電盤、ブレーカー、屋内配線、コンセント類）、ガス関連（ガスメーター、屋内ガス管 等々）の設備もある。

## 各国の住宅
Category:各国の住宅を参照。
各国の住宅の外観

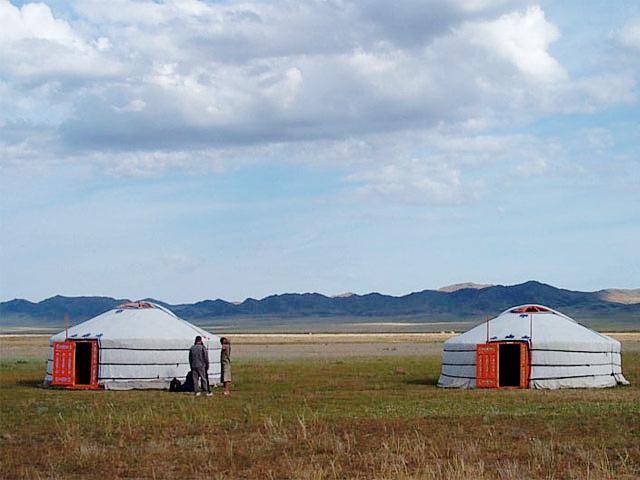
モンゴルの遊牧民の移動式住居「ゲル」
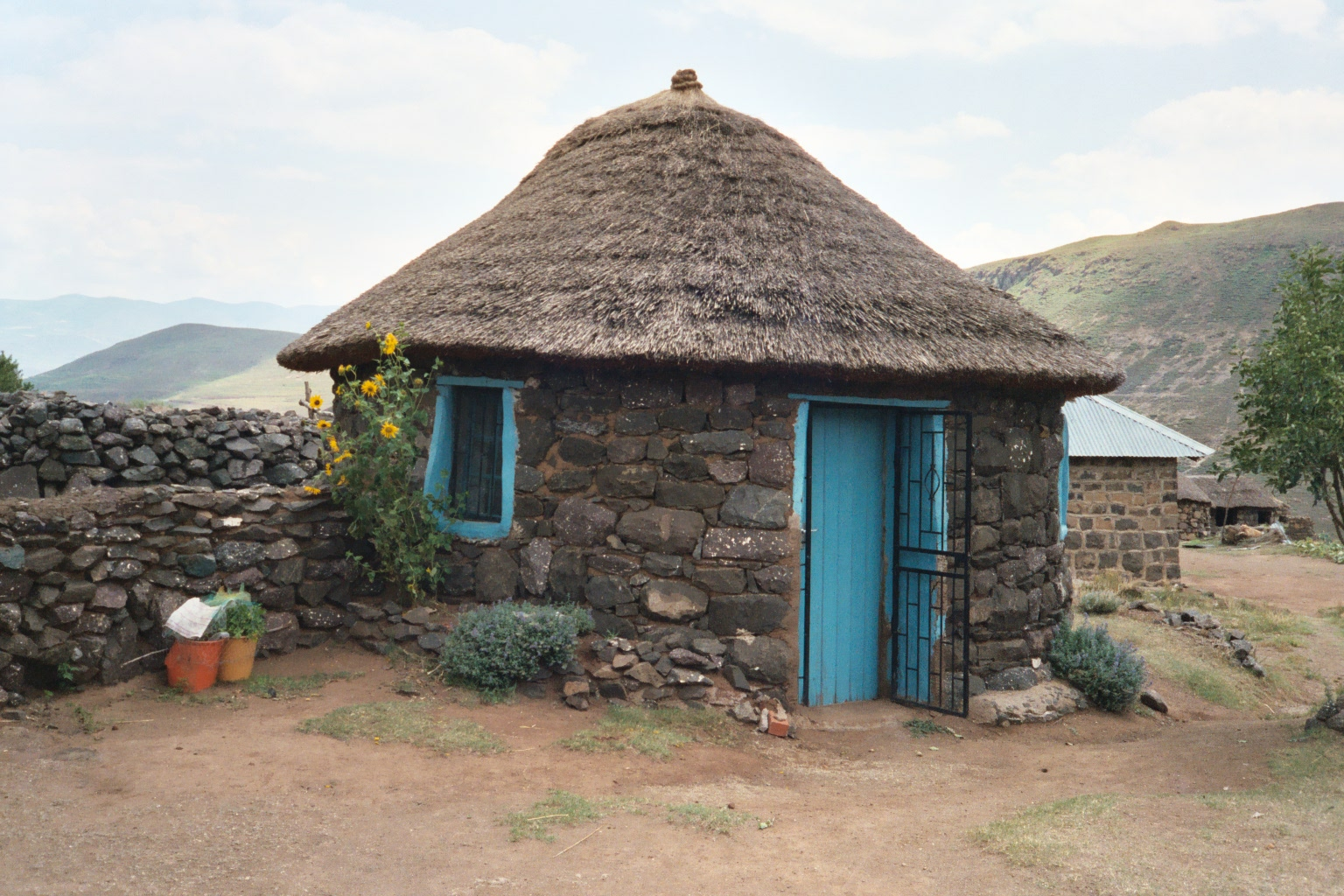
アフリカの伝統的な環状の壁の住宅（en:African round hut、en:Rondavel）
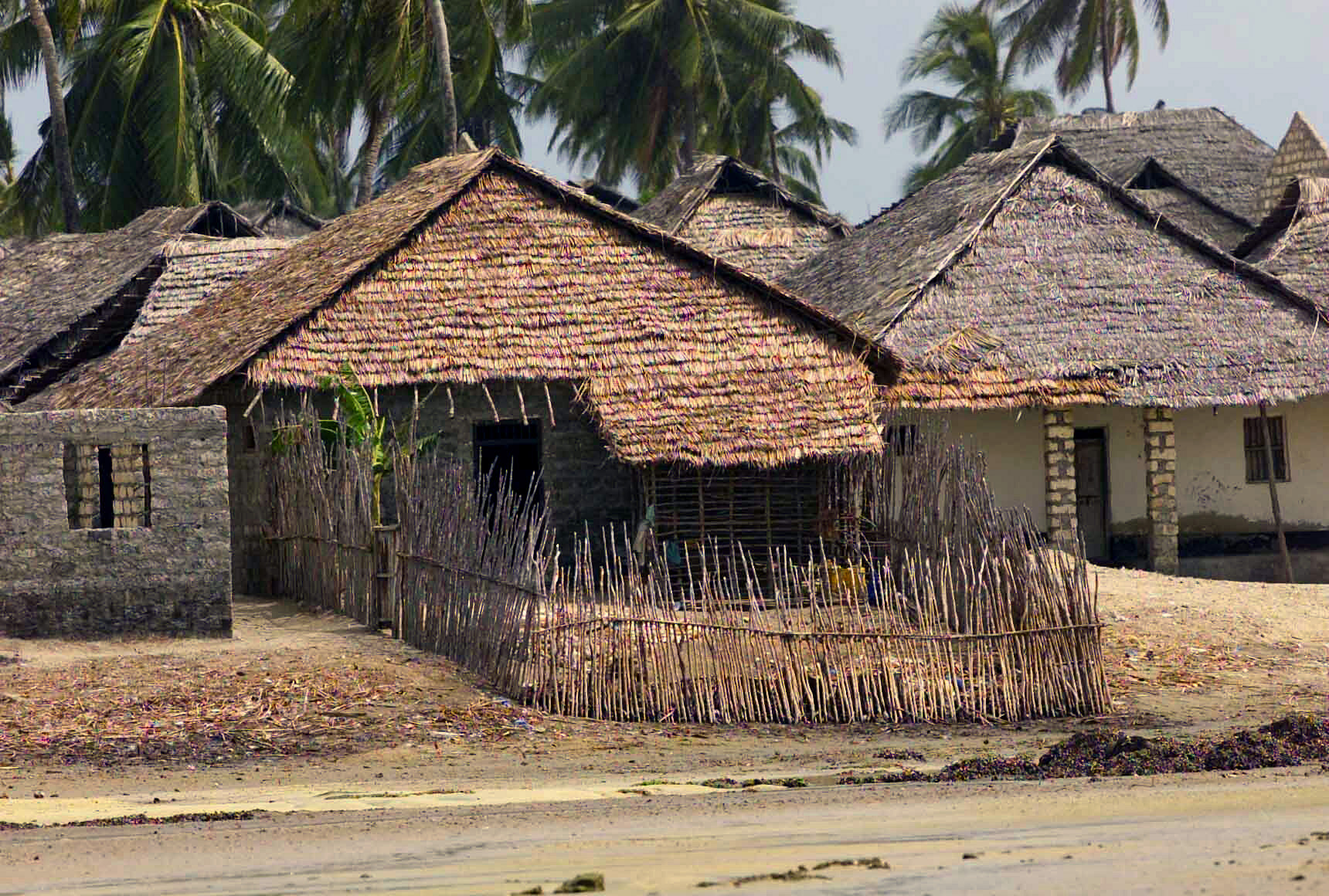
ケニア海岸部・ファザの伝統的民家
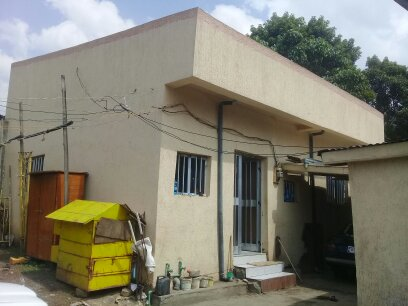
エチオピア・アジスアベバの20世紀スタイルの住宅
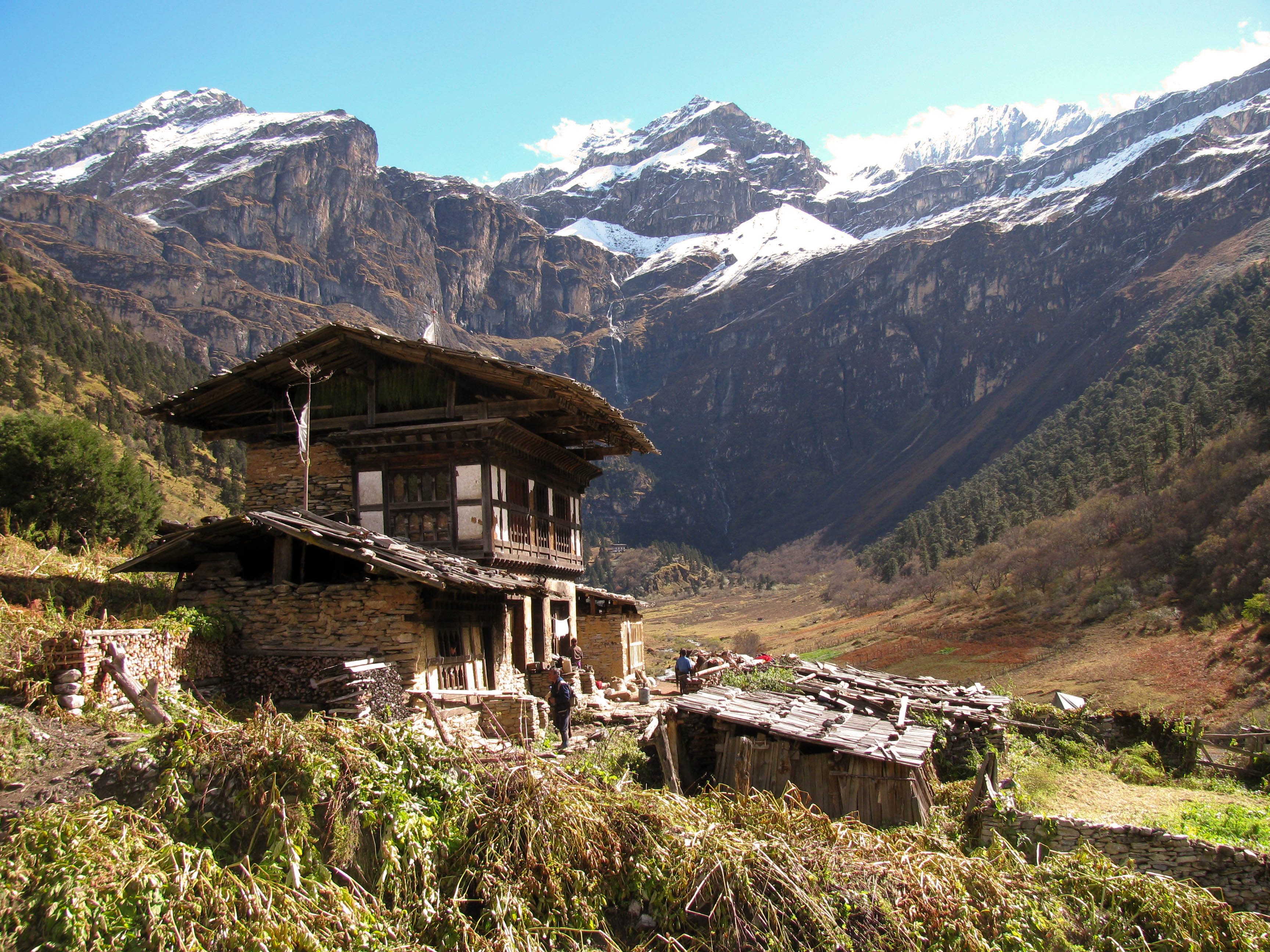
ブータンの農家の住宅
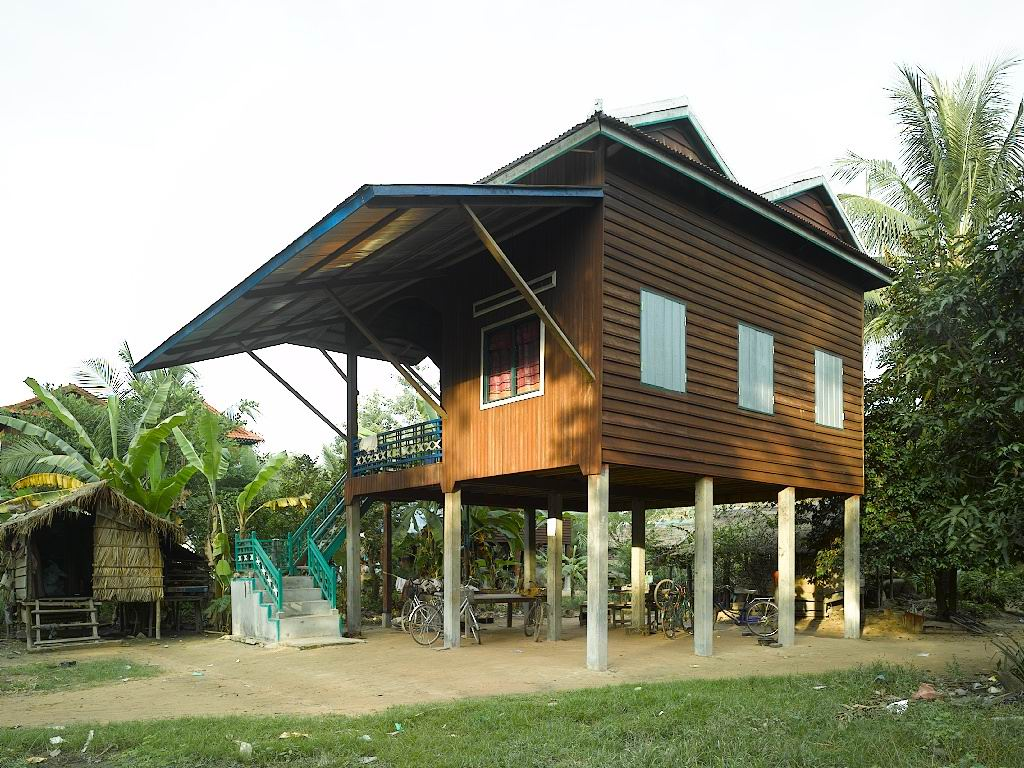
カンボジアの高床建物の住宅
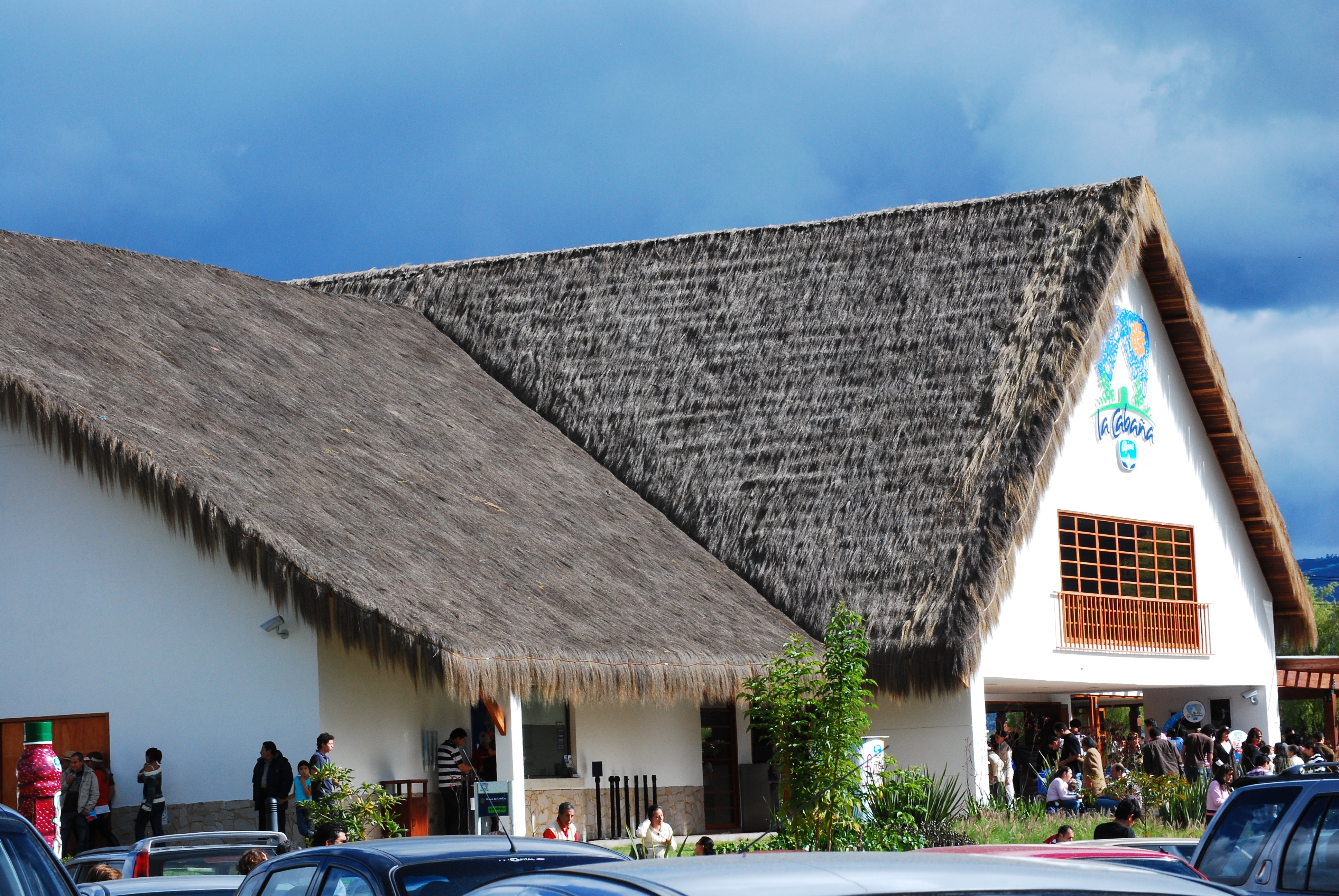
コロンビアの伝統的様式の住宅
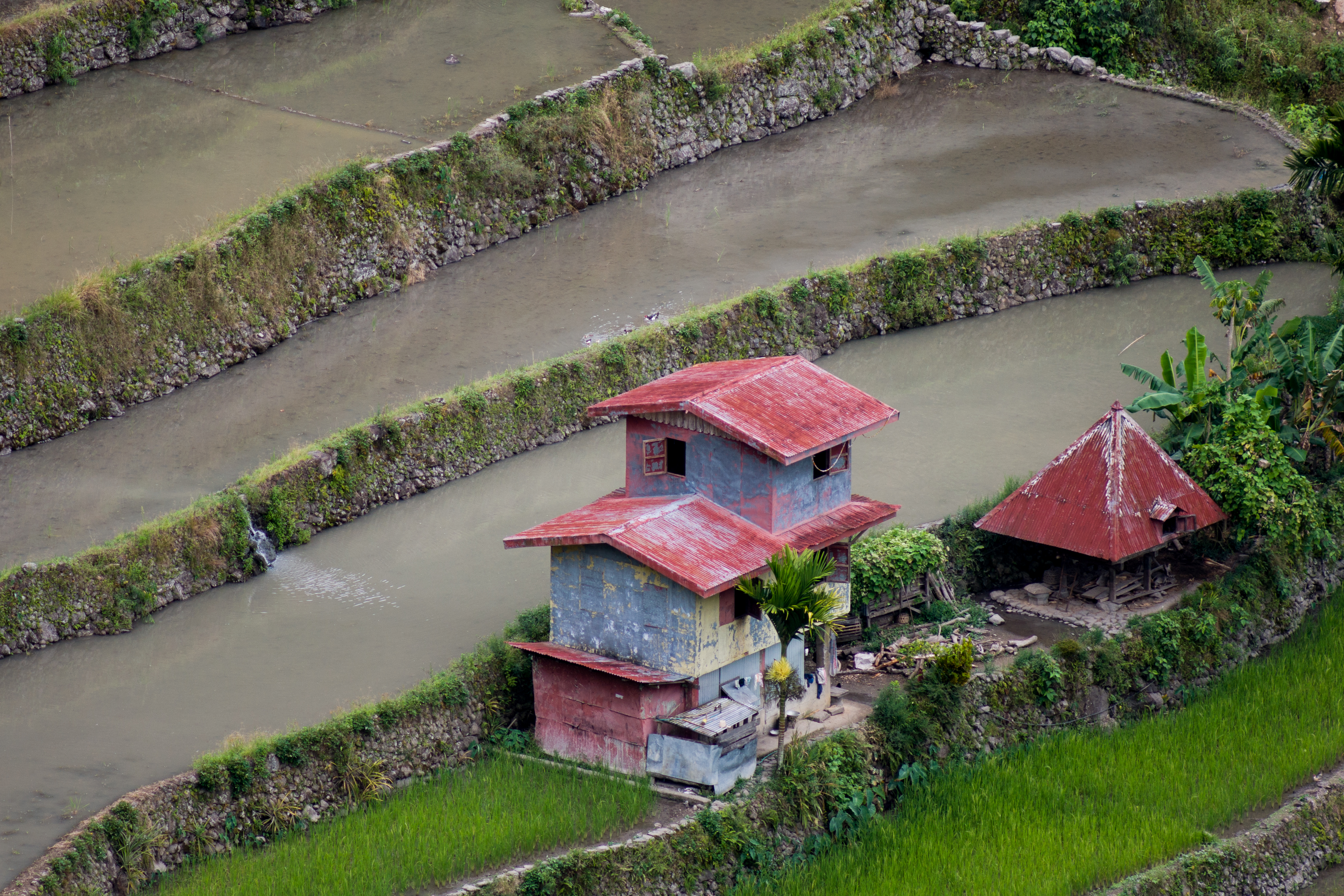
フィリピン・バナウェにある伝統的な村の家屋
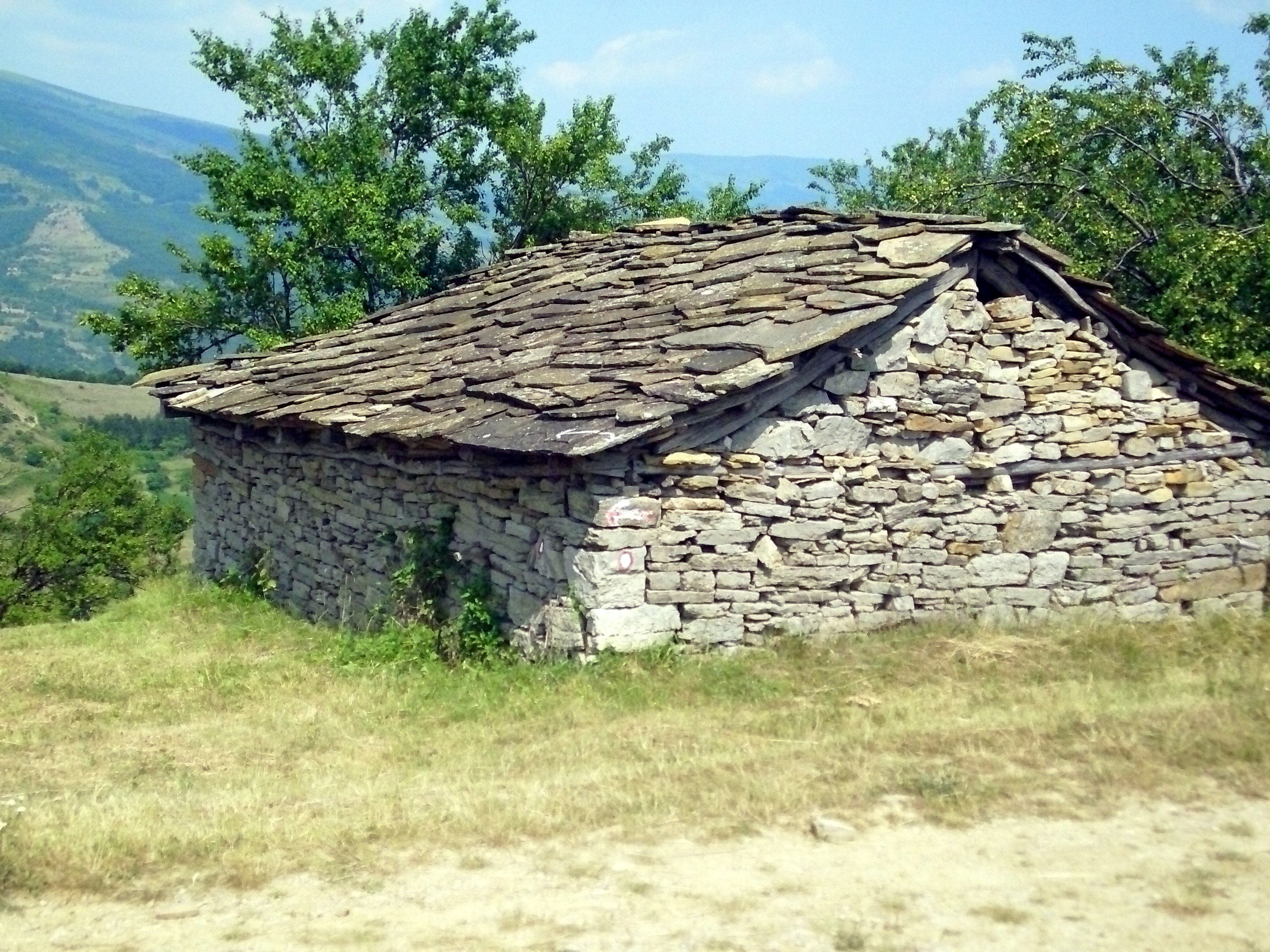
セルビアの伝統的な石造りの住宅
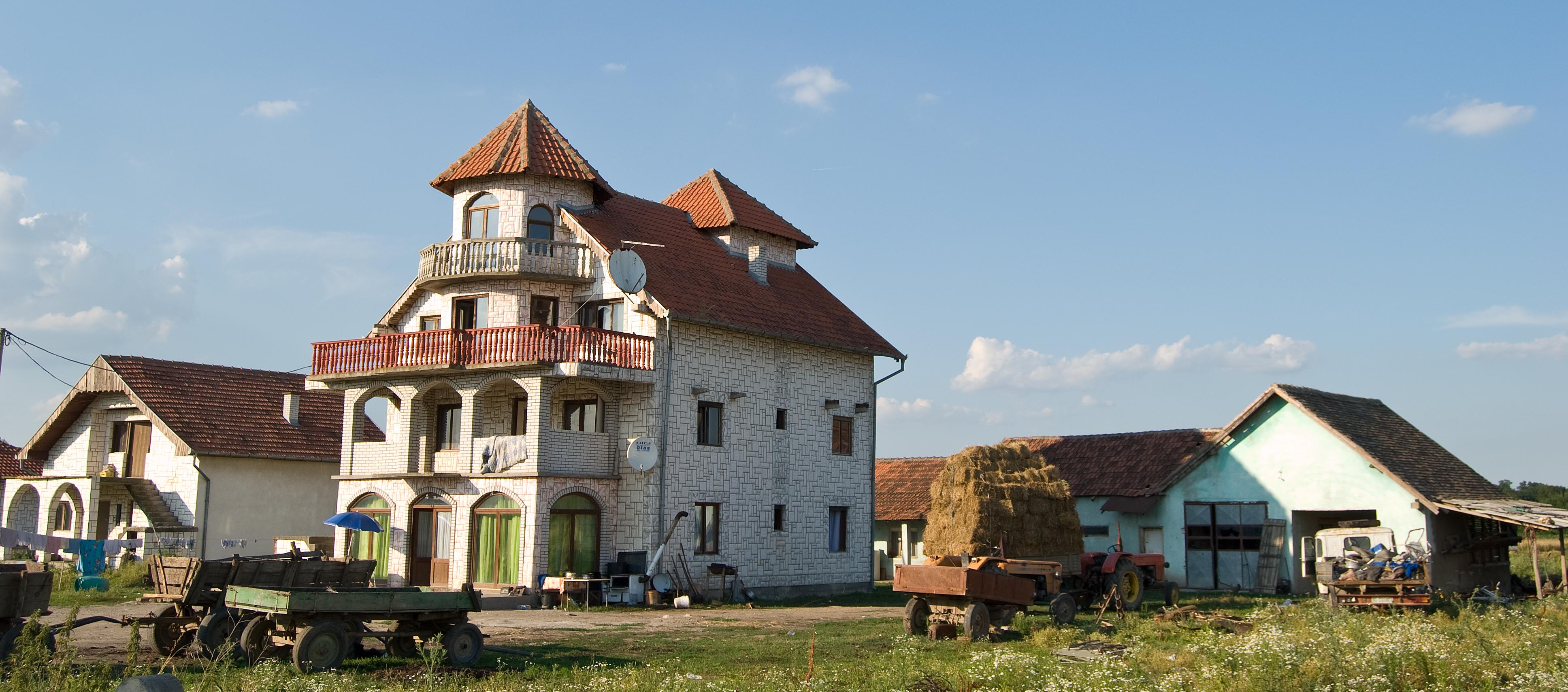
セルビア・ブルグルの家
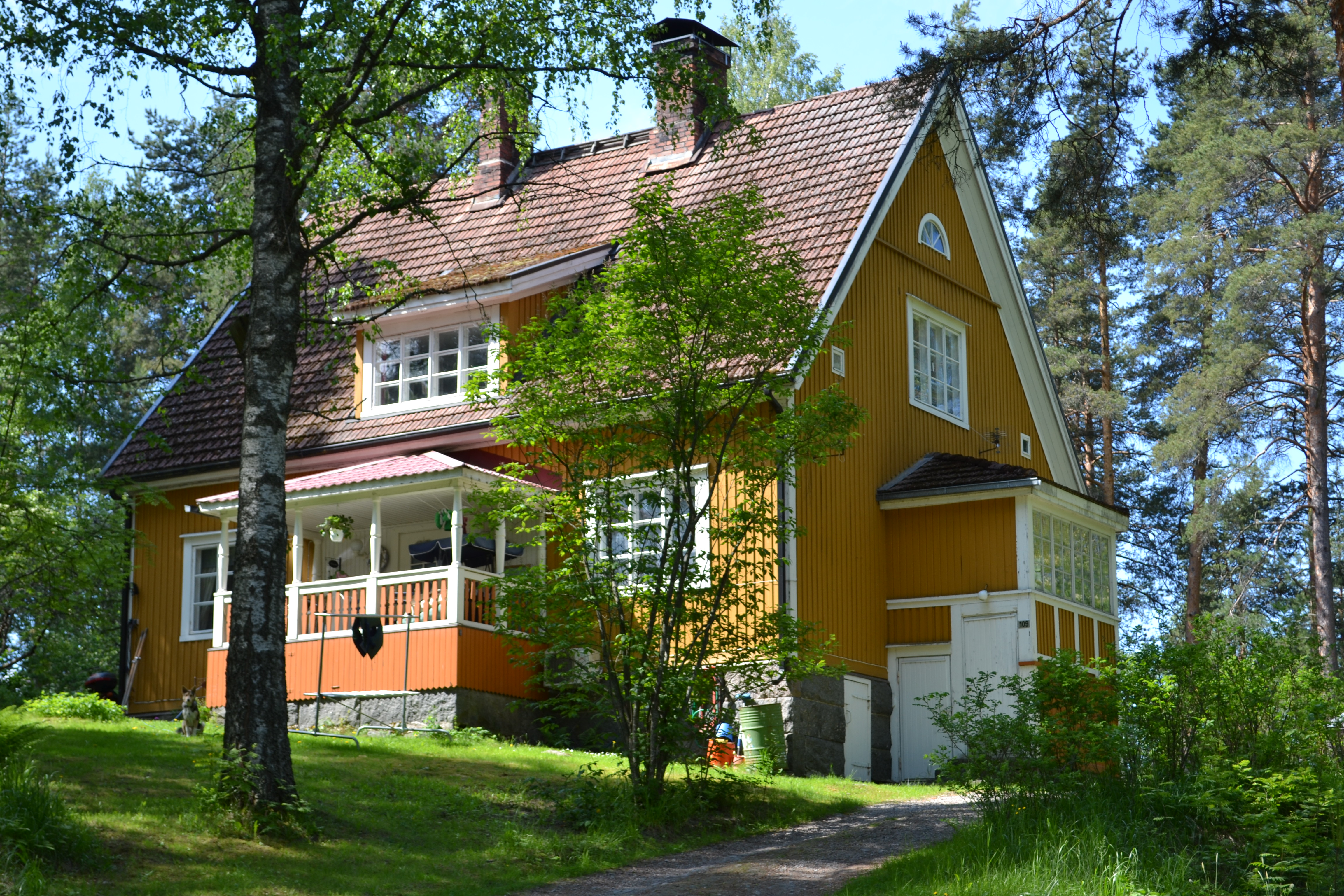
フィンランド、ユヴァスキュラに20世紀初頭に立てられた現地では伝統的スタイルの住宅
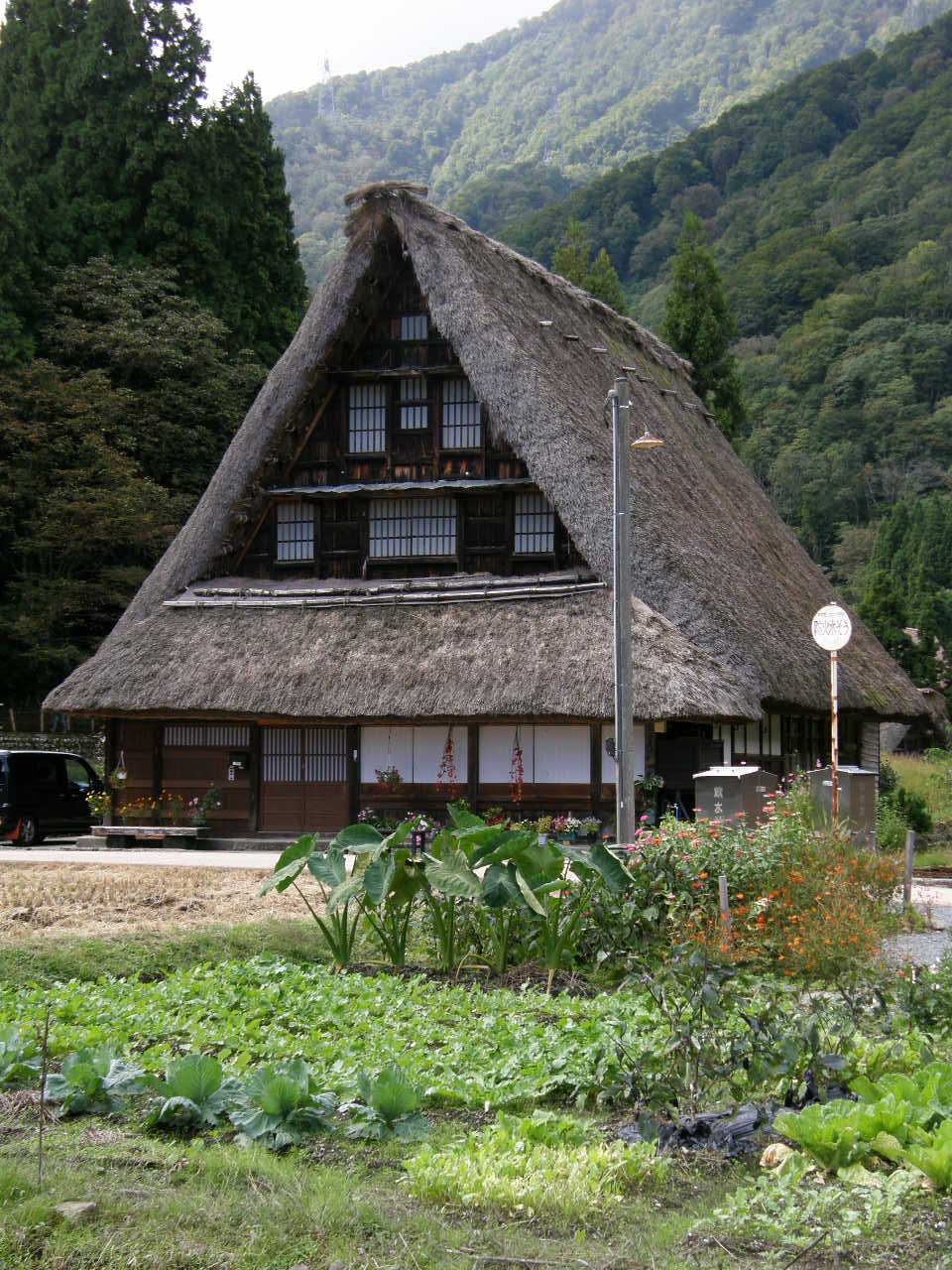
五箇山・菅沼地区の合掌造り
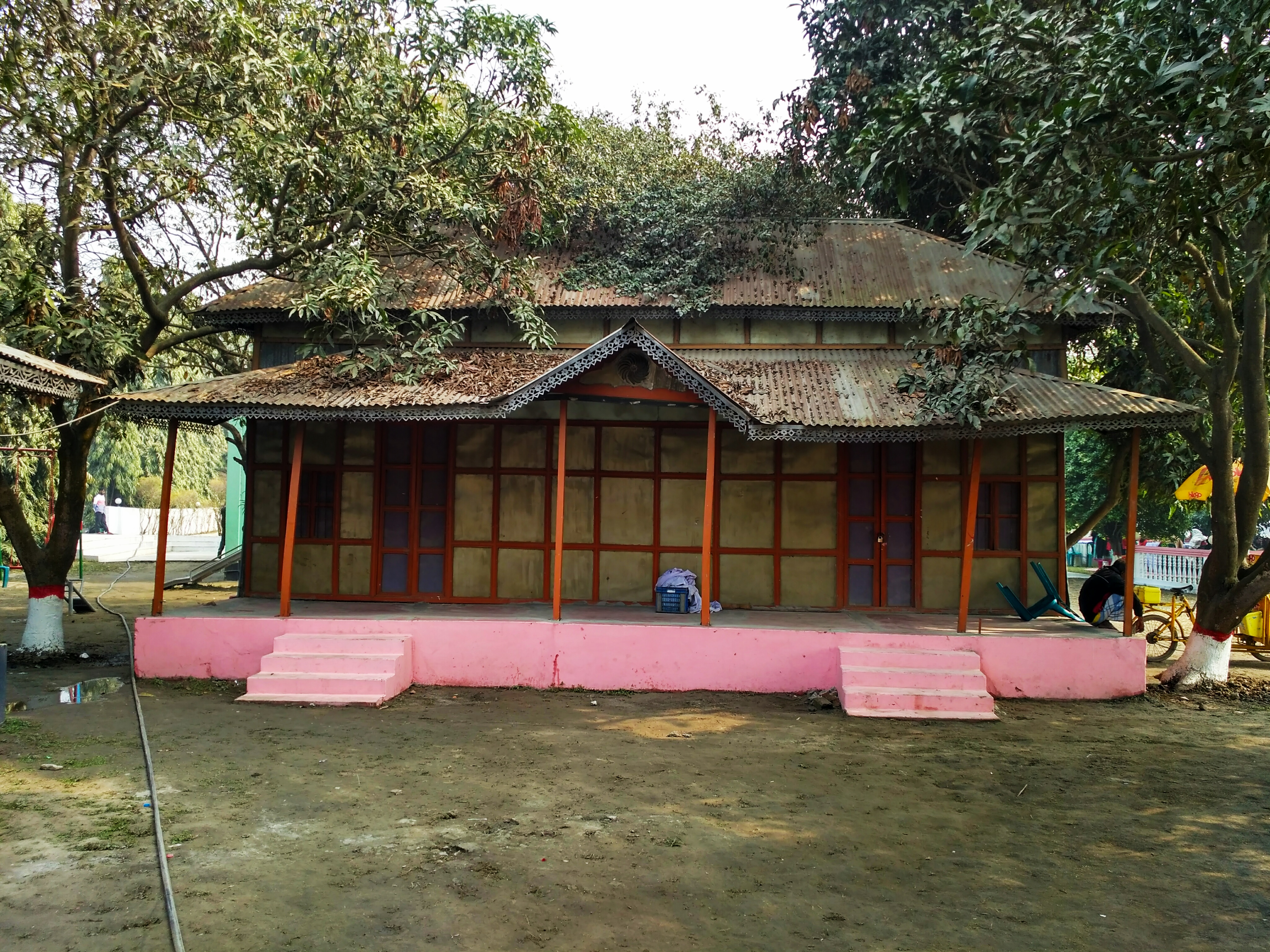
バングラデシュの伝統的スタイルのブリキ屋根の住宅
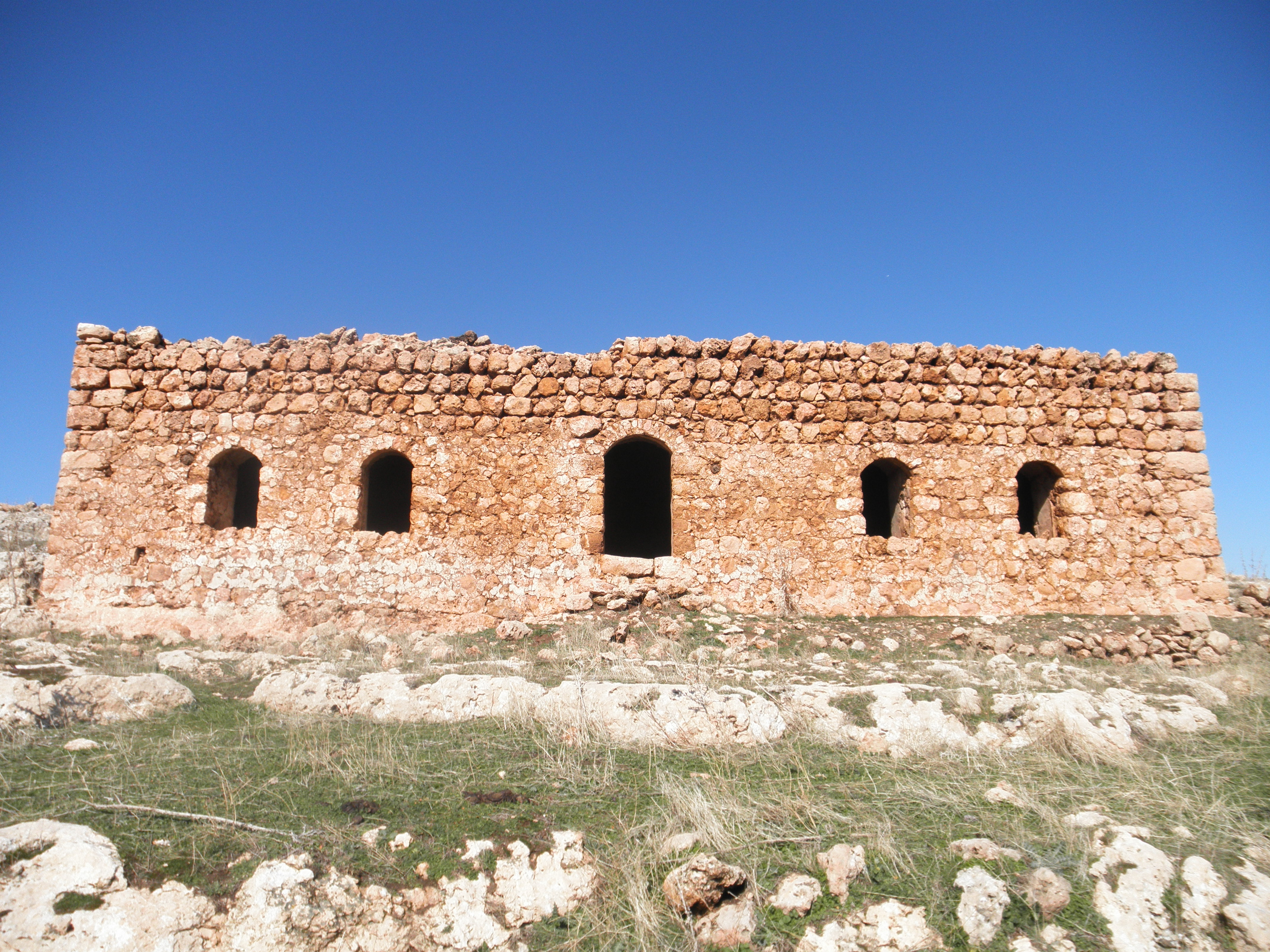
クルド人の伝統的な石造りの住宅
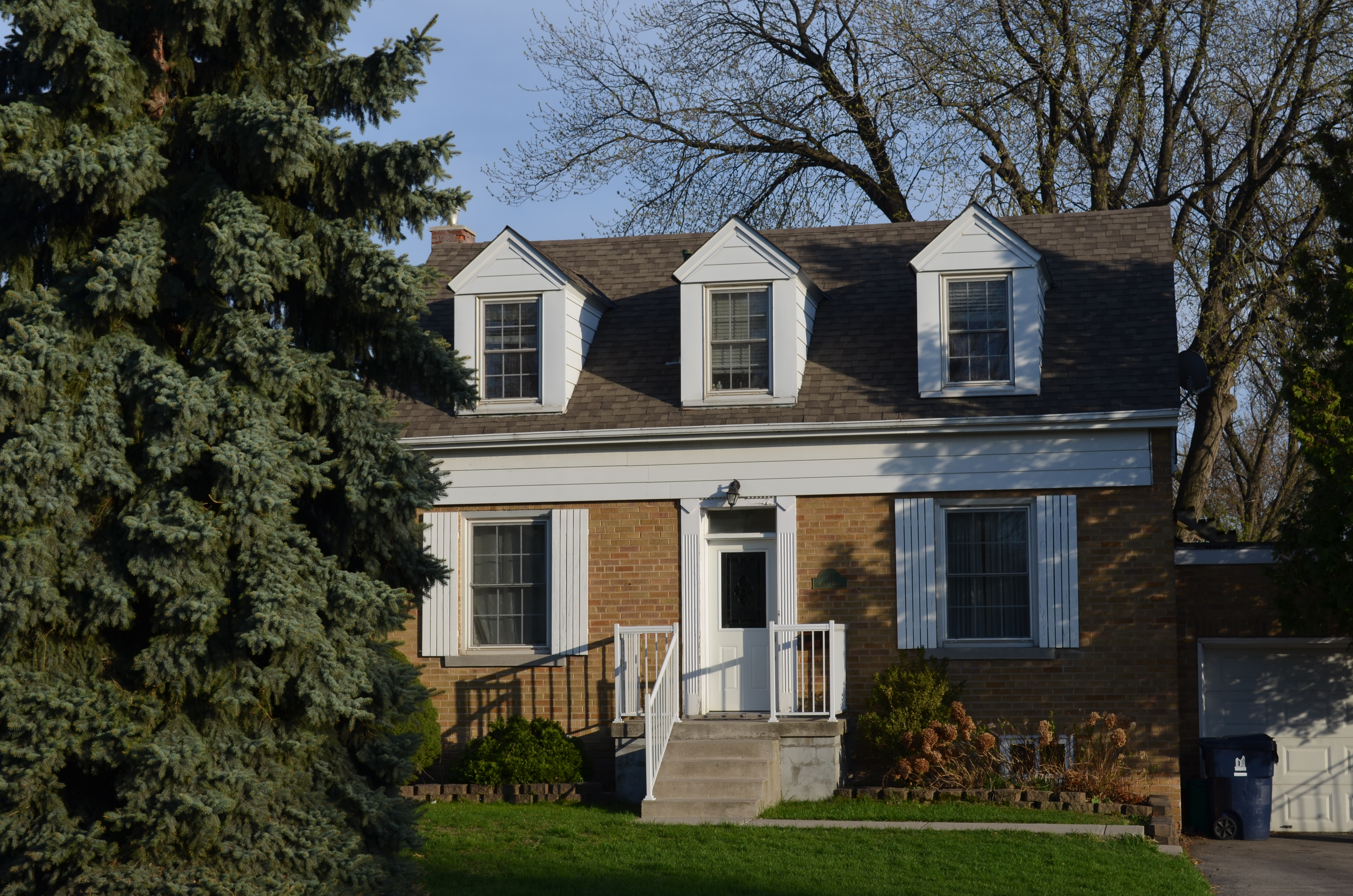
カナダ・オンタリオ州の住宅
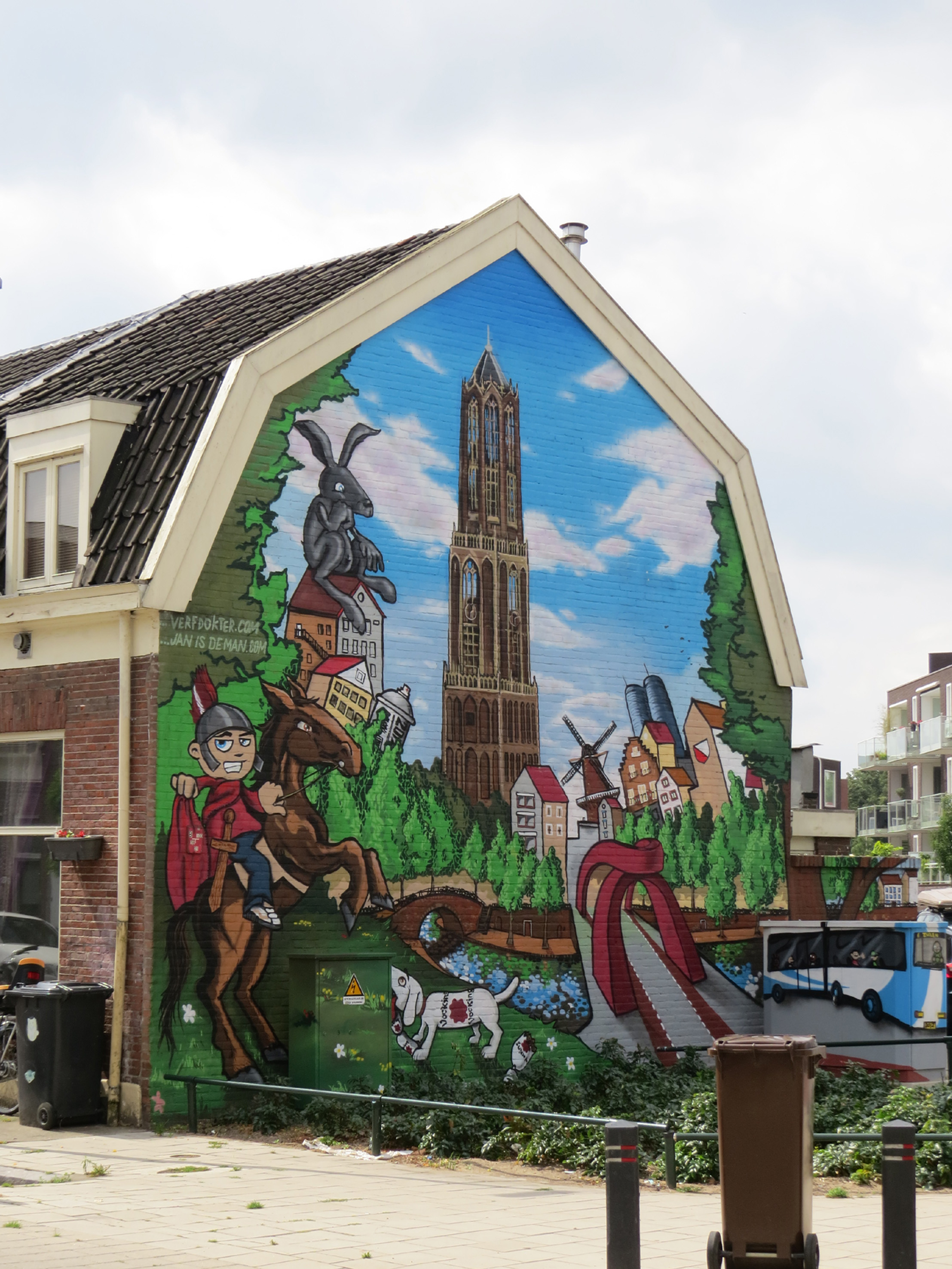
オランダ・ユトレヒトにある壁画の描かれた家
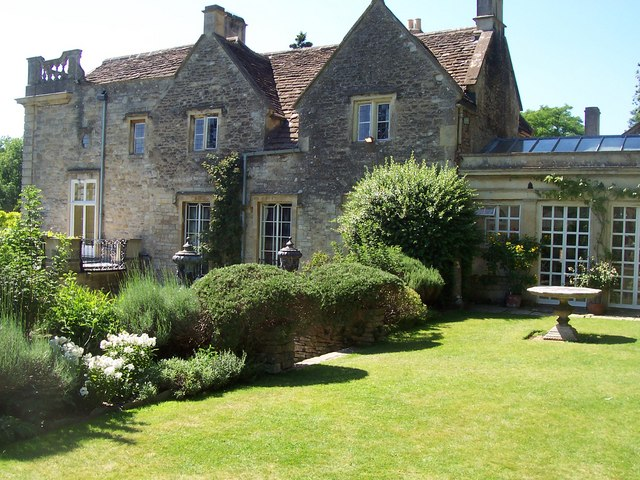
en:Iford Manorの裏庭はHarold Petoによる設計。
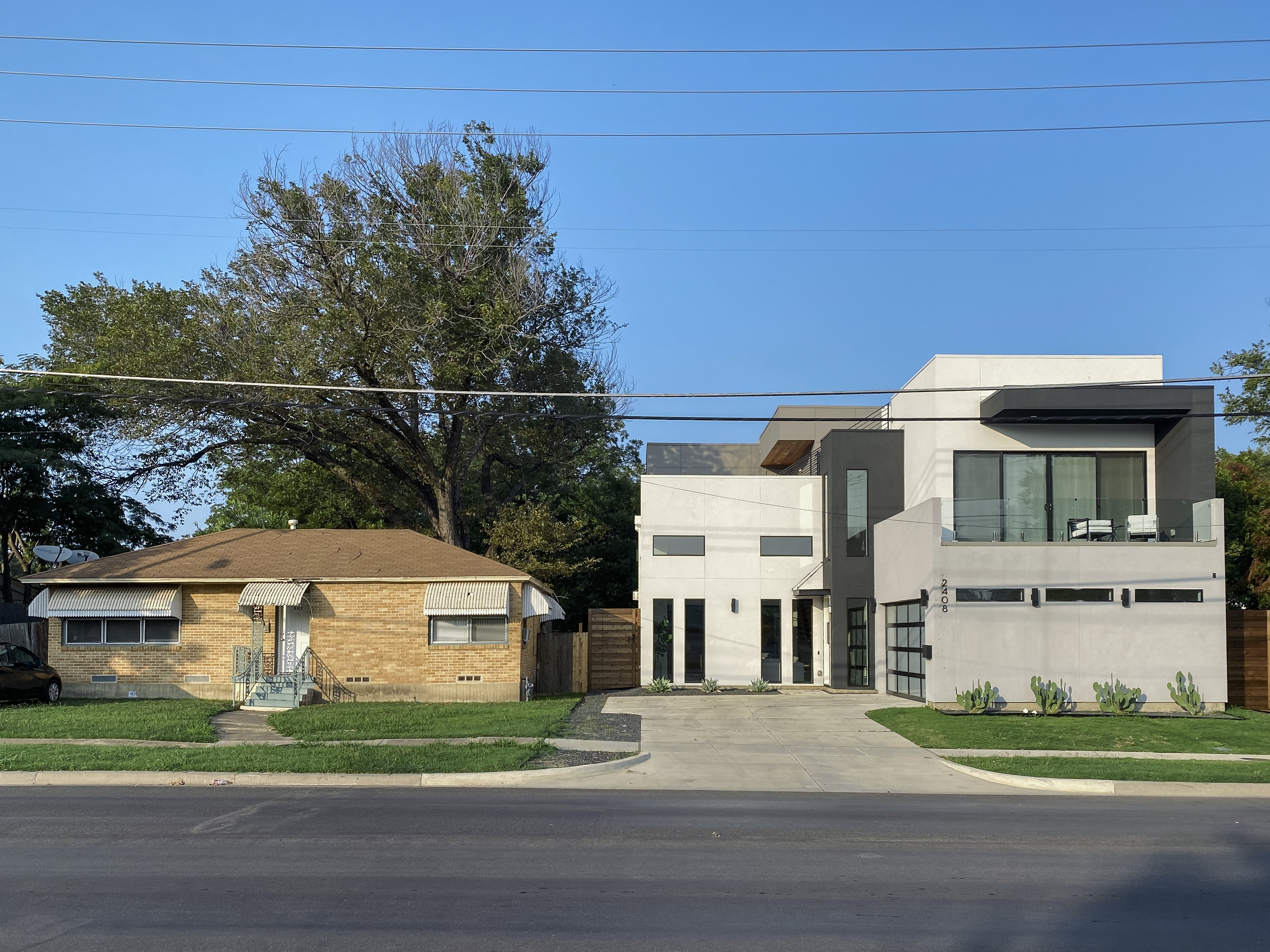
オーソドックな住宅（左）と鉄筋コンクリート造住宅（右）の対比（ダラス）
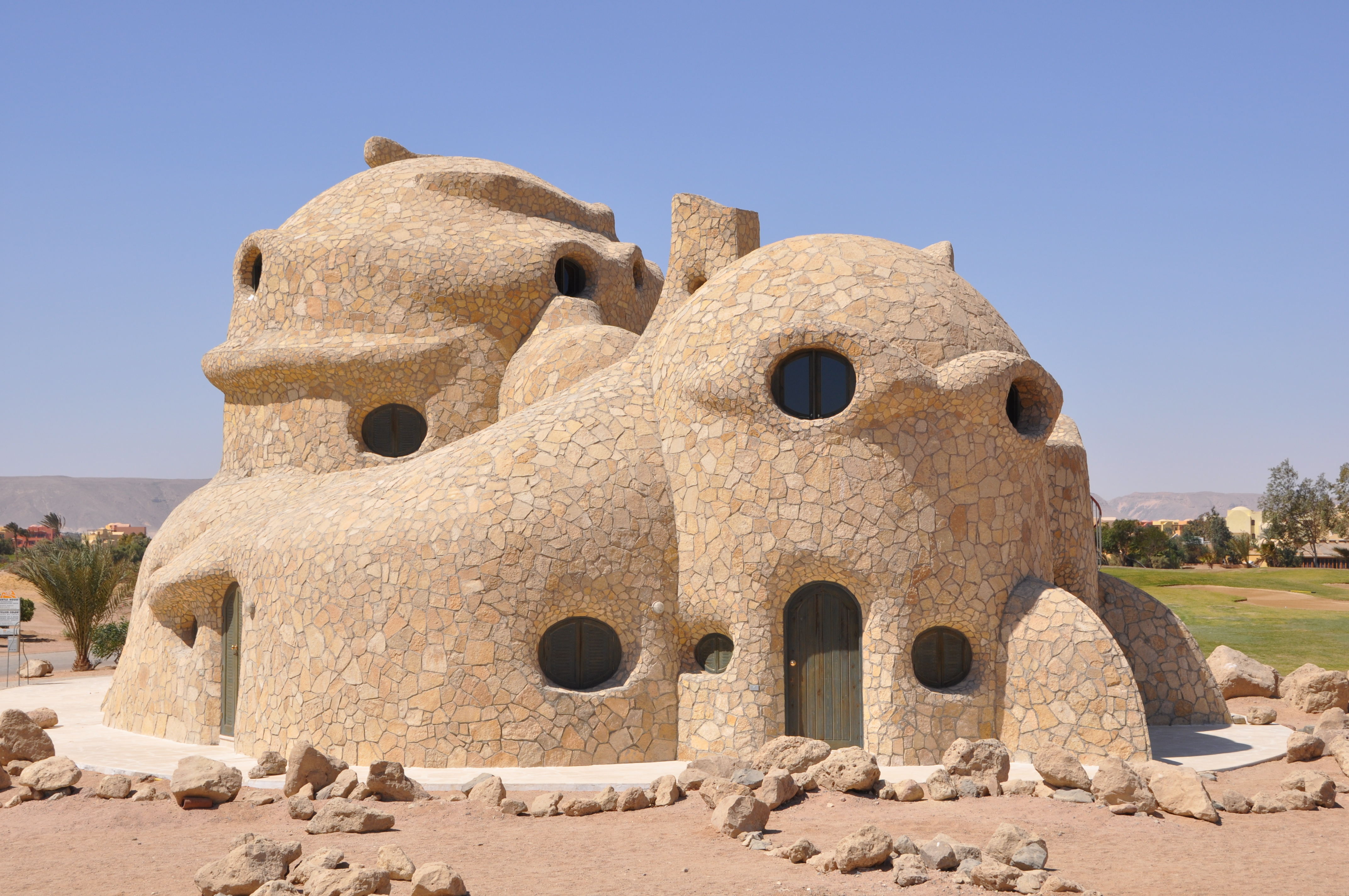
ドイツの建築家が有機的なデザインで設計したThe Turtle House
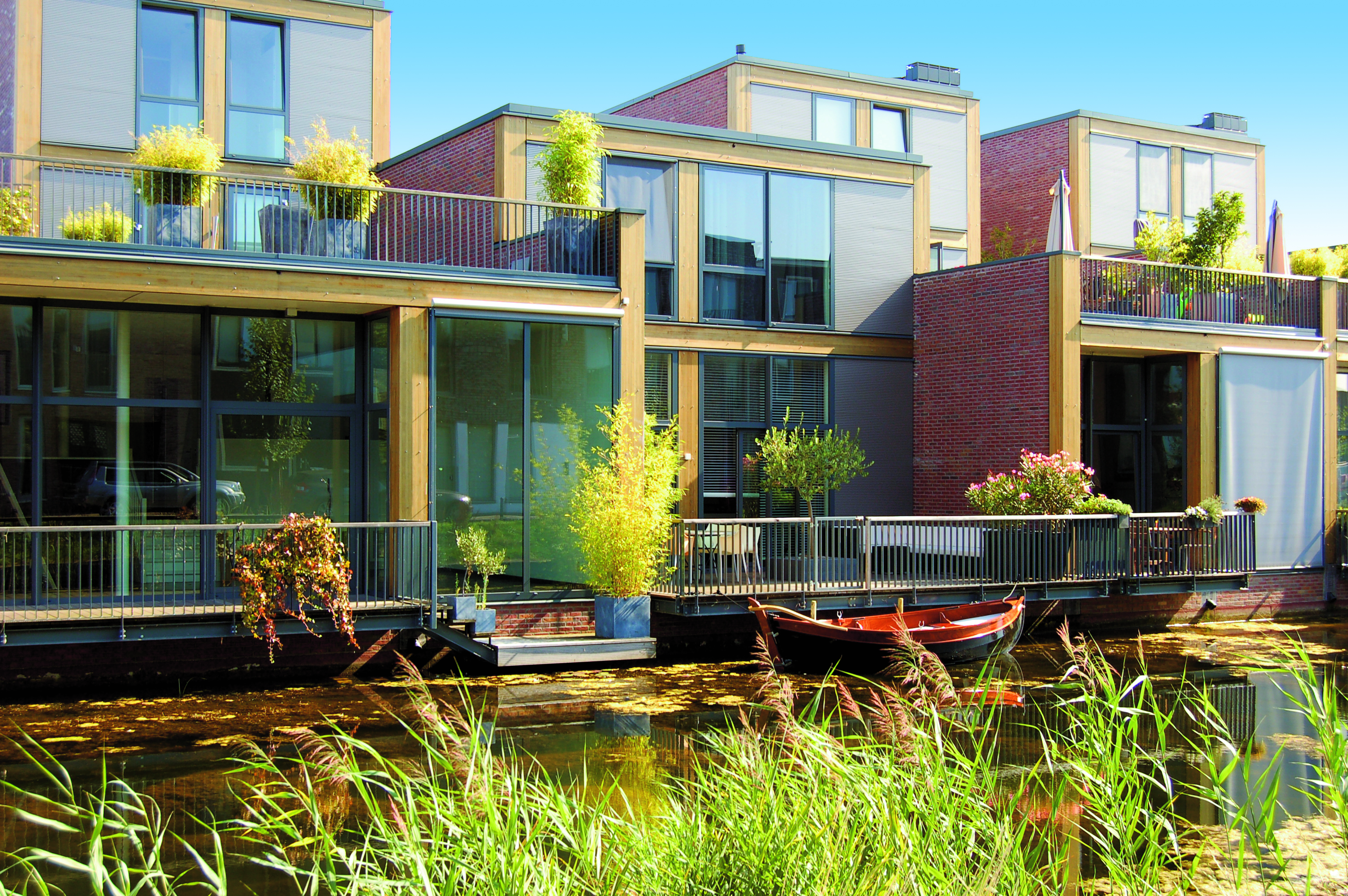
オランダ・アメルスフォールトにある省エネ住宅

## 建設と管理
住宅の建設は、まず建設用の宅地の入手からはじまる。用地を確保したら、建築主は業者に住宅の建設を依頼する。
業者が建築主となって建築する場合と、個人が建築主となって建築する場合がある。特に集合住宅や建売住宅（たてうりじゅうたく）の場合は、業者が建築する。
個人が住宅を建てる場合、ハウスメーカーや工務店といった建築業者に直接依頼するほか、建築設計事務所に依頼して自らの希望を強く反映させることもできる。工事に取りかかる前には状況に応じて地質調査を行い、必要のある場合は適宜改良工事を実施して建設できる状態にする。
完成した住宅は、時間の経過や使用状況によって劣化が進んでいくため、適切なメンテナンスは不可欠である。また、家族のライフサイクルによって居住者の要求は変化するため、それに応じた増改築やリフォームが行われる場合もある。
住宅の寿命は国によって異なり、2000年代においては、ヨーロッパやアメリカにおいては80年以上の国が多い。対して日本では立て直しのサイクルが早いため、平均寿命は30年となっている。

### 住宅の流通
一方、転職や転勤、進学などによる転居はめずらしくない。不要となった住宅は解体されるか、需要のある場合は中古住宅市場において売却される。中古住宅はアメリカなどいくつかの国では盛んに売買されるものの、日本では新築住宅に比べ非常に流通が少なく、売買は低調なものとなっている。
日本では既存住宅の流通市場がうまく形成されておらず、空家（あきや）問題発生の原因となっている。空家問題は国家レベルの大問題となっており、日本政府は既存住宅の流通促進に取り組んでいる。2010年ころから2020年ころにかけて、日本でも中古住宅市場が成長した。
住宅自体を移築することはほとんどないが、わずかな距離の移動の場合、住宅自体を曳いて移動させる曳家が行われることがある。また古民家など古く価値のある建築の場合は、解体した上で移築がなされる場合もある。

### 住宅建設に関する法規
住宅はまったく無制限に建設できるわけではなく、多くの国家において建築基準や建設できる地域が指定されており、日本においても建築基準法において基本的な建築基準が決められている。また都市計画法によって都市計画区域内の市街化区域において13の用途地域が定められていて、このうち第一種低層住居専用地域、第二種低層住居専用地域、第一種中高層住居専用地域、第二種中高層住居専用地域、第一種住居地域、第二種住居地域、準住居地域、田園住居地域の8つが主に住居用途として指定された地域であるが、それ以外の地域でも工業専用地域を除くすべての用途地域で住宅を建設することはできる。ただし良好な住宅環境を守るため、住居用途地域においては住居以外の建物に一定の用途制限が課されている。日本の用途制限は、諸外国に比べ厳しくないとされている。

## 住宅問題と住宅政策
生活の基本要素を指す「衣食住」という言葉が存在するように、住宅は人間の生活にとって不可欠なものである。しかし住宅はこの三要素の中でも飛び抜けて高額なものであり、十分な質の住宅を確保できない人々は世界中に数多く存在する。定まった住居を持つことができず路上生活や野宿を余儀なくされる人々はホームレスと呼ばれ、社会の最貧困層となっている。また、野宿とまでは行かなくとも、やはり住居を持てず簡易宿泊所などに泊まらざるを得ない人々も存在する。すべての人間が適切な住居に居住することができるという権利は居住の権利と呼ばれ、社会権に属する。1948年に国際連合総会で採択された世界人権宣言では、25条1項においてこの権利が規定されている。地主に対して家賃の値下げ、住環境の整備を訴えたり、行政機関に対して公営住宅の拡充を求める社会運動を借家人運動と呼ぶ。
適切な住宅の供給は社会福祉において重要な論点の一つであり、各国政府は公営住宅の建設をはじめとするさまざまな住宅政策を実施している。日本では第二次世界大戦後、地方公共団体が低所得者層に供給する公営住宅、日本住宅公団が中所得者に集合住宅や分譲住宅を開発して提供する公団住宅、そして中所得者層に低利の融資を行い住宅建設を促進する住宅金融公庫が設立され、20世紀末に縮小・廃止されるまで住宅の安定供給に大きな役割を果たしてきた。また福利厚生の一環として、社員に社宅や寮を提供している会社も多い。ただし、多くの国において主に住宅を建設しているのは民間である。住宅地を開発し、住宅を建設して販売する産業は住宅産業と総称される。住宅関連の産業としては、大規模な宅地造成やマンション建設を行うデベロッパーをはじめ、主に戸建て住宅の建設を行うハウスメーカーや工務店といった住宅建設企業、完成した住居の売買や賃貸を行う不動産業、さらには住宅設計や住宅設備など、その分野は多岐にわたる。
住宅の所有形態は自己が所有し居住する持ち家と、他人が所有する住宅を借りて居住する賃貸住宅の2つが存在する。日本の持ち家率は2018年時点で61.2％にのぼる。諸外国の持ち家率は国によって異なるものの、先進国ではおおむね2000年代前半で5割から7割程度のところが多い。また、多くの国で賃貸住宅に比べ持ち家のほうが平均面積は広い。
住宅は必需品である上に高額な商品であるため、住宅産業が経済に占める割合は大きく、その経済波及効果も大きなものである。しかし、特に都市部においては旺盛な需要に対し供給が十分でないことが多く、さらに投機的資金が流入しやすいこともあって、住宅用の土地および住宅価格の高騰がしばしば問題となる。たとえば日本では、1970年代から1980年代末のバブル経済期にかけて地価が暴騰し、住宅の建設にも悪影響を及ぼした。こうした住宅バブルは世界的にしばしば発生しており、なかでも2007年にアメリカでサブプライム・ローンが不良債権化して起きたサブプライム住宅ローン危機は翌年のリーマン・ショックへとつながり、世界金融危機 (2007年-2010年)を引き起こして世界経済に大打撃を与えた。一方で、日本では過疎化や高齢化、土地登記の煩雑さなどから2010年代に入り空き家の数が急増し、社会問題となっている。

### 住宅対策事業
日本の国土交通省（旧建設省所管）の市街地のまちづくり活性事業において、住宅対策事業はつぎの施策を行っている。市街地住宅の供給施策（住宅局住宅建設課市街地住宅整備室所管）は、以下のものがある。
- 市街地住宅密集地区再生事業
- 特定住宅市街地総合整備促進事業
- 都市居住更新事業
- 都市住宅整備事業
- 優良住宅地段階整備誘導計画制度：三大都市近郊鉄道周辺で公共施設整備に併せ住宅建設、地区施設整備の誘導
- 大都市地域住宅供給促進計画策定事業

ほか、住宅市街地開発事業では、新住宅市街地開発事業、住宅街区整備事業がある。

## 著名な住宅

### 歴史的住宅

#### 日本
- 箱木家住宅（室町時代～江戸時代 兵庫県神戸市北区） - 「箱木千年家」と呼ばれる日本最古の住宅。国の重要文化財。
- 古井家住宅（室町時代後期 兵庫県姫路市） - 国の重要文化財。上記箱木家と並ぶ日本最古級の民家。
- 栗山家住宅（1607年 奈良県五條市） - 国の重要文化財。建築年代が判明するものとしては日本最古の民家。
- 今西家住宅（1650年 奈良県橿原市） - 国の重要文化財。「八ツ棟造」として著名な民家。
- 旧グラバー住宅（1863年 長崎県長崎市） - 日本最古の洋風建築の住宅。国の重要文化財。
- 早川家住宅（1904年 岐阜県海津市） - 国の重要文化財。「意匠的に優秀なもの」「流派的または地方的特色において顕著なもの」として著名な民家。

#### ドイツ
- フッガーライ（1514年 - 1521年 ドイツ・アウクスブルク） - 最初期の計画的集合住宅。

#### アメリカ合衆国
- モンティチェロ（1769年 - 1809年 アメリカ合衆国バージニア州シャーロッツビル）

### モダニズム建築

#### 集合住宅
- ベルリンのモダニズム集合住宅群（1913年～ ドイツ・ベルリン） - ブルーノ・タウト他
- 同潤会アパート（1926年～） - 同潤会
- マルセイユのユニテ・ダビタシオン（1952年 フランス・マルセイユ） - ル・コルビュジエ
- プルーイット・アイゴー（1956年 アメリカ合衆国ミズーリ州セントルイス） - ミノル・ヤマサキ
- 晴海高層アパート（1958年 東京都中央区晴海） - 前川國男
- 中銀カプセルタワービル（1972年 東京都中央区銀座） - 黒川紀章

#### 個人住宅
- ロビー邸（1910年 アメリカ合衆国イリノイ州シカゴ） - フランク・ロイド・ライト
- 旧山邑家住宅 （1924年 兵庫県芦屋市） - フランク・ロイド・ライト設計。国の重要文化財。
- トゥーゲントハット邸（1930年 チェコスロバキア・ブルノ） - ミース・ファン・デル・ローエ
- サヴォア邸（1931年 フランス・ポワシー） - ル・コルビュジエ
- 落水荘（カウフマン邸）（1935年 アメリカ合衆国ペンシルベニア州ピッツバーグ郊外） - フランク・ロイド・ライト
- マラパルテ邸（1937年～ イタリア・カプリ島）
- ファンズワース邸（1951年 アメリカ合衆国イリノイ州ブラノ） - ミース・ファン・デル・ローエ
- 住吉の長屋（1979年 大阪府大阪市住吉区） - 安藤忠雄

## 他

### 住宅と世帯の関係
日本の厚生労働省の定義では、同一住居・同一生計の集まりのことを世帯と呼ぶ。世帯と家族とは異なる概念であり、同じ家族に属していても単身赴任や進学などで別居している場合は別世帯扱いとなる。

### 住宅と住宅でないものの線引き
日本の国勢調査では、完全に区画された建物の一部で、一つの世帯が独立して家庭生活を営む事が出来るように建築又は改造されたものを住宅としている。「住宅ではないもの」としては、会社や学校の寮・寄宿舎、病院・療養所、ホテル、下宿屋、旅館・宿泊所、臨時応急的に建てられた建物などが挙げられる。国勢調査では、学校の寮・寄宿舎、病院・療養所、社会施設、自衛隊営舎、矯正施設などは「施設」として扱われる。
- 日本の国勢調査での建て方（建っている状態）の分類

日本の国政調査では、住宅の建て方が「一戸建」「長屋」「共同住宅」および「その他」に分類されている。「その他」は、工場や事務所などの一部に住宅がある場合や住宅以外の建物の場合を指す。